# Sanctuary (Album)
Sanctuary ist ein Jazzalbum des Pianisten Larry Willis. Die am 29. Januar und 24. September 2002 entstandenen Aufnahmen erschienen 2003 bei Mapleshade Records.

## Hintergrund
Larry Willis hatte in seiner Eigenschaft als musikalischer Leiter für das Label Mapleshade immer wieder Musiker zusammengeführt; außerdem hat der Pianist oft für das Studio aufgenommen. Auf der Produktion Sanctuary (die er u. a. mit Joe Ford, Ray Codrington, Steve Novosel und Steve Berrios einspielte), zeigte Willis in seinen Kompositionen und Arrangements auch seine Neigung zu spiritueller Musik. Stücke wie Good Friday und A Balm in Gilead, die im Trio-Format mit Streichern dargeboten werden, drücken Willis 'religiöse Überzeugungen aus und auch seine tiefe Verbindung mit der afroamerikanischen Kultur. „Tatsächlich drücken viele der Titel von Sanctuary eine ähnlich kontemplative Stimmung aus und bieten gleichzeitig eine Untersuchung der amerikanischen Musik- und Kulturgeschichte“, schrieb Franz A. Matzner. Als Beispiel führt er das Solo-Klavierstück Were You There auf, das auf einem Kirchenlied basiert, das Willis in seiner Kindheit in einer Baptistenkirche in Harlem gesungen hat, wie das Eröffnungsstück The Maji, das, wie Willis’ lineare Noten andeuten, einen Rhythmus einführt, aus dem es stammt: Ein alter Harlem-Tanz, der in seiner Kindheit aufgeführt wurde.

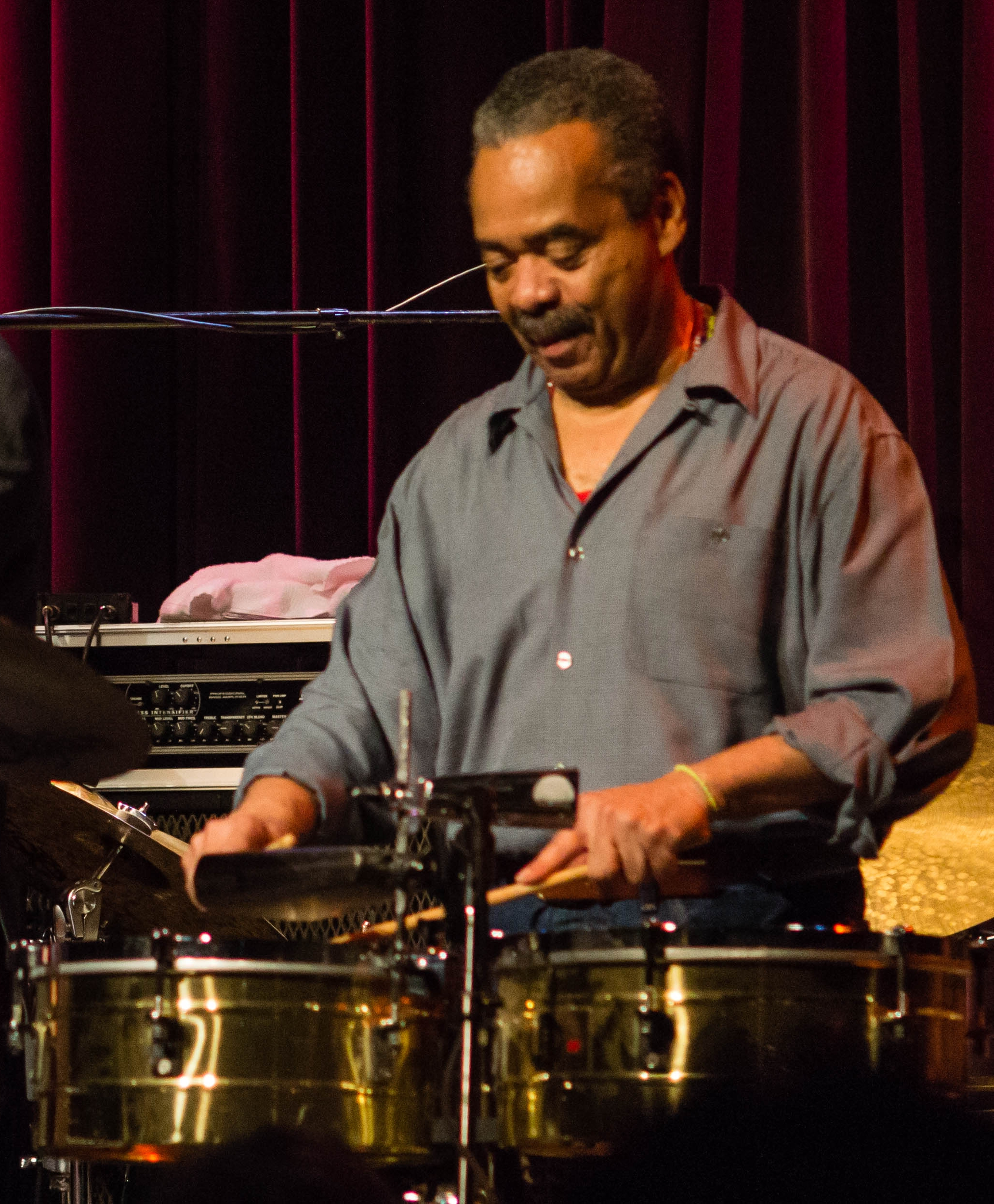
Steve Berrios (2012)

## Titelliste
- Larry Willis: Sanctuary (Maplaeshade 09932[2])
  1. The Maji (L. Willis), 5:53
  2. Sanctuary (L. Willis), 8:30
  3. Good Friday (L. Willis), 4:10
  4. Brother Ed (L. Willis), 6:11
  5. A Balm in Gilead (Traditional), 6:14
  6. Thank You, Lord (R. Codrington), 9:22
  7. Were You There? (Traditional), 6:31
  8. Fallen Hero (L. Willis), 3:10

## Rezeption
Nach Ansicht von Franz A. Matzner, der das Album in All About Jazz rezensierte, ist dies „ein sehr konsistentes Album, das einen sanft suchenden Ton erzeugt.“ Steve Berrios sorge für einen gleichmäßigen, subtilen rhythmischen Hintergrund, wobei seine Becken- und Tom-Töne besonders melodisch und warm klängen. „Steve Novosels klare Basslinien pulsieren sanft hinter Joe Fords üppigem Saxophon-Sound und Ray Codringtons gleichmäßiger Trompete. Natürlich baut Willis währenddessen mit seiner besonnenen Phrasierung komponierte, beinahe düstere Stimmungen auf.“
Das Sanctuary-Album lasse „den Zuhörer nicht mit harter Wucht in die Luft jagen oder in die Stratosphären der modernen Giganten reisen“, so der Autor weiter. Es sei aber auch kein typischer Smooth Jazz. Die Wärme des Albums deute sicherlich auf die nostalgische Neigung eines Konservativen hin, aber die Musik habe noch viel mehr zu bieten. „Willis hat mit der Unterstützung der Mapleshade-Studios eine wunderschöne Reihe höchst persönlicher Werke geschaffen, die sich leise mit Fragen des Friedens, der Trauer und der spirituellen Transformation befassen.“
Harvey Sider (JazzTimes) wies darauf hin, dass die meisten Stücke des Albums von Willis stammen; mitsamt hätten sie entweder religiöse Titel oder religiöse Widmungen. „Aber diese thematische Konzeption (mit Ausnahme des traditionellen „A Balm in Gilead“, das gesungen wird) würde man nie erfahren, wenn man das Album in einem Blindfold-Test gehört hätte.“ Das Resultat sei, dass Willis ein unglaublich talentierter Komponist für Streicher, ein hart swingender Pianist und als Komponist ein guter Schöpfer von Stimmungen sei. Willis habe sich für diese Aufnahmen mit erstklassigen Talenten umgeben. und auch das Streicherensemble um Rick Schmidt bleibe dabei im Einklang.